# جون غارفي
جون غارفي (بالإنجليزية: John Garvey)‏ هو لاعب كرة قدم أمريكي، ولد في 26 مارس 1969 في غويلفورد في الولايات المتحدة. شارك مع منتخب الولايات المتحدة الوطني لكرة قدم الصالات. أما مع النوادي، فقد لعب مع لوس أنجلوس غلاكسي.